# The Legacy (luta profissional)
The Legacy foi uma stable heel de wrestling profissional que lutava na WWE. O grupo era liderado por Randy Orton e contém a tag team de Cody Rhodes e Ted DiBiase Jr. Dois outros lutadores, Manu e Sim Snuka, eram afiliados à facção antes de sua formação oficial. O conceito por trás do grupo é que cada membro é um lutador de multi-geracional. O nome The Legacy é uma referência para as suas histórias de família extensa no wrestling.
Em junho de 2008, Rhodes e DiBiase primeiro formaram uma aliança, depois de ganhar o World Tag Team Championship no Night of Champions, quando Rhodes traiu seu parceiro original, Hardcore Holly, para se alinhar com DiBiase. Logo depois, a dupla tentou ganhar o respeito de Orton, que acabou fazendo. Juntos, a equipe ajudou Orton ganhar o Royal Rumble 2009, dando à Orton uma oportunidade para o evento principal na WrestleMania XXV. A equipe também lutou junto em uma tag team match para ganhar o WWE Championship de Orton no Backlash.

## Conceito
O conceito por trás do grupo é que cada membro é um lutador de multi-geracional. O nome da facção, "The Legacy", refere-se às suas histórias de família extensa no wrestling. O pai de Randy Orton (Bob Orton), tio (Barry O) e avô (Bob Orton, Sr) eram todos lutadores profissionais . Ted DiBiase, entretanto, leva o seu nome de seu pai, (Ted DiBiase) que lutou antes dele, juntamente com os seus avós (avô adotivo, Mike DiBiase e avó Helen Hild). Cody Rhodes é apenas uma segunda geração lutador, tendo depois que seu pai ("American Dream" Dusty Rhodes). Mas também tinha dois tios precedê-lo no negócio (Jerry Saggs e Fred Ottman) e ainda seu meio-irmão (Goldust). Devido à sua condição de lutadores de segunda ou terceira geração, todos os membros do Legacy se consideram superiores aos outros lutadores na WWE, na história .
Em uma entrevista, Orton disse que o ponto do Legacy foi a criação de "adversários" futuros para si e para os outros que estariam lutando em grandes eventos na WWE durante a próxima década. O Legacy tem sido comparada a da facção ex-WWE Evolution do que Orton era membro junto com Ric Flair, Triple H e Batista, mas Rhodes e DiBiase disse que eles vêem a comparação como uma oportunidade de provar e mostrar o seu potencial .

## História

### Formação (2008)

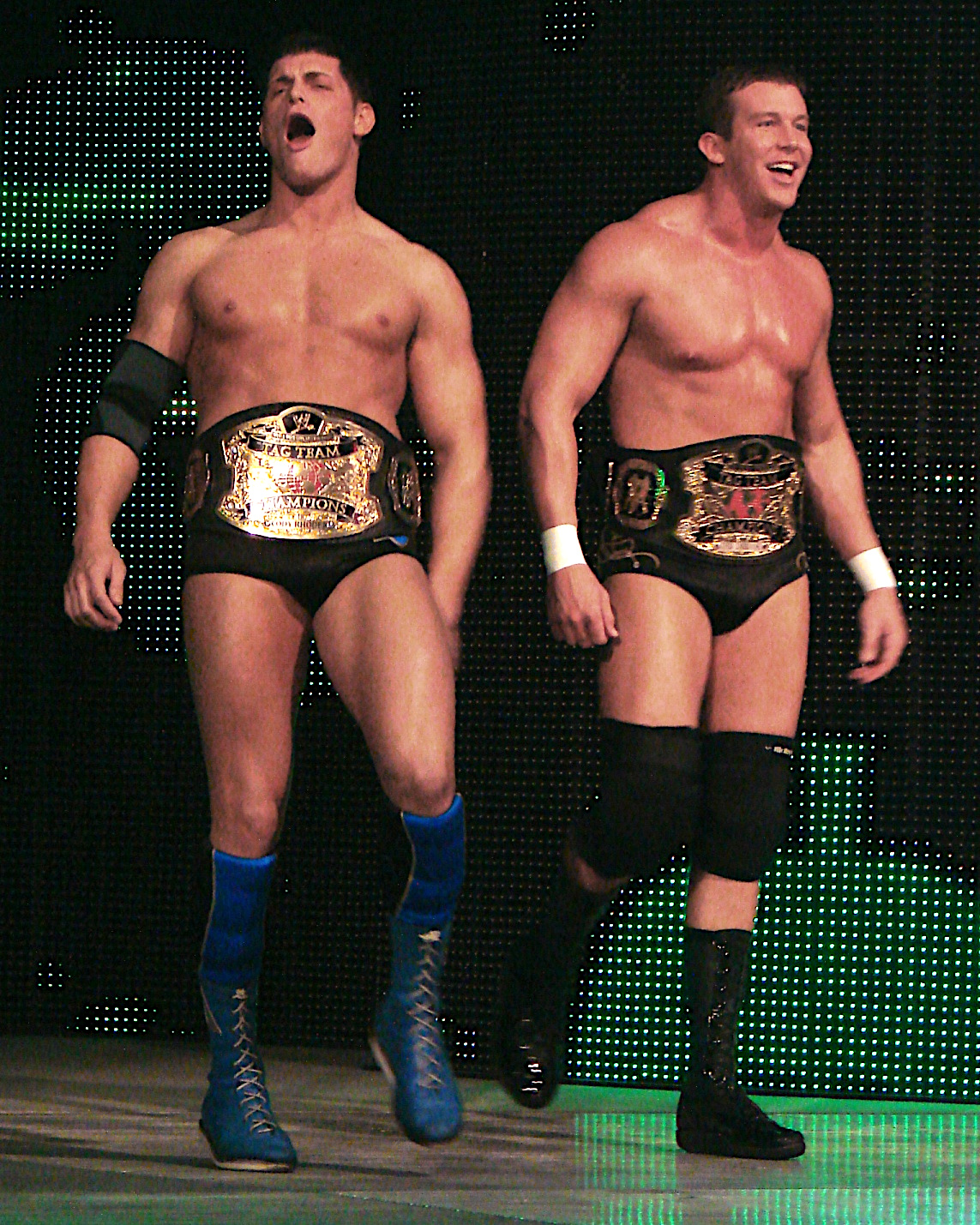
Ted DiBiase e Cody Rhodes como World Tag Team Champions

Cody Rhodes era World Tag Team Champion durante todo o início de 2008, juntamente com Hardcore Holly, que estava agindo como um mentor para ele. Ted DiBiase fez sua primeira aparição na WWE em 26 de Maio episódio da RAW, em que ele afirmou que ele e um parceiro misterioso levaria o World Tag Team Championship de Rhodes e Holly. No Night of Champions, em Junho, revelou que seu parceiro estava atrasado e começou o jogo sem ele, porém rapidamente Rhodes atacou Holly, traindo-o. Isso fez com que ele e DiBiase se tornassem World Tag Team Champions .
Em Setembro, Randy Orton, que na época estava lesionado, fez uma aparição no programa Raw, onde criticou todos os campeões, zombando de Rhodes e DiBiase para permitir que os cinturões fossem roubados por  Cryme Tyme (Shad Gaspard e JTG).Os dois responderam agredindo Cryme Tyme e introduzindo Manu (filho de Afa the Wild Samoan) como seu novo sócio no Unforgiven. Isto fez pouco para impressionar Orton e mais tarde na noite Rhodes, DiBiase e Manu atacaram World Heavyweight Champion CM Punk. Isto permitiu Orton desse um Punt Kick em Punk removendo ele de seu Title Match, ganhando repeito de Orton.
Quando Orton estava bem o suficiente para lutar, Punk exigiu uma luta com ele, que ganhou por desqualificação quando DiBiase interferiu. Como resultado, Orton deu um Punt Kick em DiBiase, colocando-o fora de ação. Em seguida, Rhodes e Manu foram convidados por Orton para formar um grupo com ele chamou o Legacy, e os usou para ajudar na sua rivalidade com Batista levando a um 3-on-2 handicap match, onde Batista foi colocado fora de ação por quatro meses. Após Sim Snuka, o filho de Jimmy Snuka, também manifestar interesse em aderir ao grupo, Orton fez qualificar-se através de uma série de testes,mas Manu falhou na primeira semana. Em 5 de janeiro em um episódio da Raw, Snuka e Rhodes ganharam uma luta de tag team contra Cryme Tyme. Antes da luta, Orton informou que eles tinham que ganhar a luta pra Snuka fazer parte do grupo. Após aluta, Orton explicou que como não foi Snuka que fez o pinfall, ele estava fora do grupo. Na semana seguinte, Manu e Snuka informaram a Rhodes que eles estavam pretendendo atacar Orton e tinham trazido alguém para ajudá-los a fazer isso, dando um ultimato para Rhodes escolher seu lado. Rhodes se recusou a ficar do lado deles, Manu e Snuka trouxeram o retorno de Ted DiBiase para ajudá-los, e tentaram atacar Rhodes e Orton. Em vez disso, porém, DiBiase se juntou ao The Legacy, atacando Manu e Snuka, e perdoando Orton por atacá-lo .

### Feud com a familia McMahon (2009)

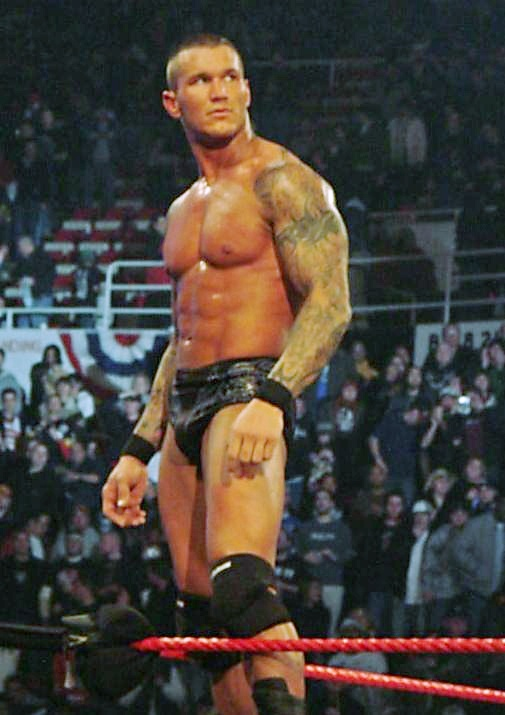
Randy Orton depois de vencer Royal Rumble 2009

Com o Legacy, finalmente formado, Manu e Sim Snuka ainda queriam vingança contra Orton. Temendo que iriam tentar convencer a  RAW General Manager Stephanie McMahon para demiti-lo, Orton foi para falar com ela mesmo, mas a conversa terminou com um tapa de Stephanie no rosto de Orton. Quando  Mr. McMahon, pai de Stephanie, fez o seu regresso a noite,falou para Orton que era devido um pedido de desculpas. Orton irritou McMahon, que respondeu tentando demitir Orton, mas antes que pudesse terminar a frase, Orton bateu em McMahon e deu-lhe um Punt Kick que o deixou hospitalizado. Durante a Royal Rumble 2009 no domingo, o grupo trabalhou como uma equipe, tornando-os três dos últimos quatro últimos concorrentes no ringue com Triple H como o outro. No final jogando para o lado de fora Rhodes e DiBiase, Triple H estava distraído o suficiente para permitir que Orton jogasse por cima da corda superior e ganhar a luta. Na noite seguinte no Raw, The Legacy veio ao ringue acompanhado por advogados e médicos, com Orton tentando explicar sua explosão contra Mr. McMahon, que fora o resultado de Transtorno Explosivo Intermitente (TEI) e ameaçou processar a empresa cancelando o WrestleMania XXV, caso ele fosse demitido, pois como vencedor do Rumble ele tinha uma Title Match como evento principal no WrestleMania. Em vez disso ele foi reservado para uma luta No Holds Barred com o filho de Mr. McMahon, Shane, no No Way Out, em Fevereiro, que Orton acabou vencendo.A noite, após o evento, eles brigaram novamente até que a dscussão acabou com um Punt Kick de Orton em Shane,deixando ele inconsciente. Stephanie McMahon veio ao ringue para ver seu irmão ser levado pelos paramédicos e gritou com Orton, mas que ele revidou acertando um RKO, seu Finishing Move, nela. Triple H correu para o ringue e afugentou o grupo, ficando de pé sobre o corpo de Stephanie.
Em uma entrevista no SmackDown da mesma semana, Triple H revelou o seu casamento na vida real com Stephanie. Originalmente, Orton anunciou que não tinha intenções de enfrentar Triple H, que na época era o campeão da WWE, mas sim planejava disputar o World Heavyweight Championship. Triple H, no entanto, queria vingar os constantes ataques de Orton à sua familia, fazendo Orton mudar de ideia, fazendo com que sua luta no WrestleMania XXV  fosse contra Triple H pelo WWE Championship. Orton também revelou que agora ele tinha como alvo a família McMahon, a fim de vingar a sua partida sem cerimônia do Evolution em 2004. Devido à intensidade da rivalidade, foi tomada a decisão de que o WWE Championship poderia mudar de mãos na WrestleMania devido a uma countout ou desqualificação, apesar disto, Triple H venceu a luta depois de bater com um martelo quando o árbitro foi derrubado.
Na noite após a WrestleMania, Orton exigiu uma nova luta, ameaçando Linda McMahon, esposa de Mr. McMahon, bem como seus netos. McMahon não lhe concedeu a Rematch, mas agendou uma six-man tag team match para o pay-per-view Backlash entre Triple H, Shane McMahon e ele contra o Legacy, sendo que naquela noite ele iria voltar a lutar contra Randy Orton. Com a progressão da luta, Shane e Triple H vieram em auxílio do ferido Mr. McMahon, causando a Rhodes e DiBiase mais um motivo para também interferir na luta,atacando os dois,mas o Animal Batista apareceu e limpou o ringue,atacando todo o Legacy. Depois disso, mesmo caído Mr. McMahon anunciou  que Batista iria substituí-lo na luta no Backlash. A luta de tag team tinha o WWE Championship em jogo, com a estipulação de que se a equipe de Triple H vencer, ele mantinha o titulo, enquanto que se o Legacy ganhasse, Orton iria ganhar o título. No evento, Orton venceu Triple H após um RKO e um Punt Kick, deixando Triple H hospitalizado. Apesar da ausência de Triple H, Shane McMahon continuou a sua feud com o grupo, levando outra luta entre ele e Orton no Raw do dia seguinte. Após a luta inicial, que terminou em no contest devido à interferência de Rhodes e DiBiase, que haviam vencido suas singles matches, eles lutaram uma 3-on-1 handicap match com todos do Legacy enfrentando Shane naquela noite. Após a luta, o Legacy ainda quebrou o tornozelo de Shane com os degraus de aço.

### Randy Orton como WWE Champion (2009)

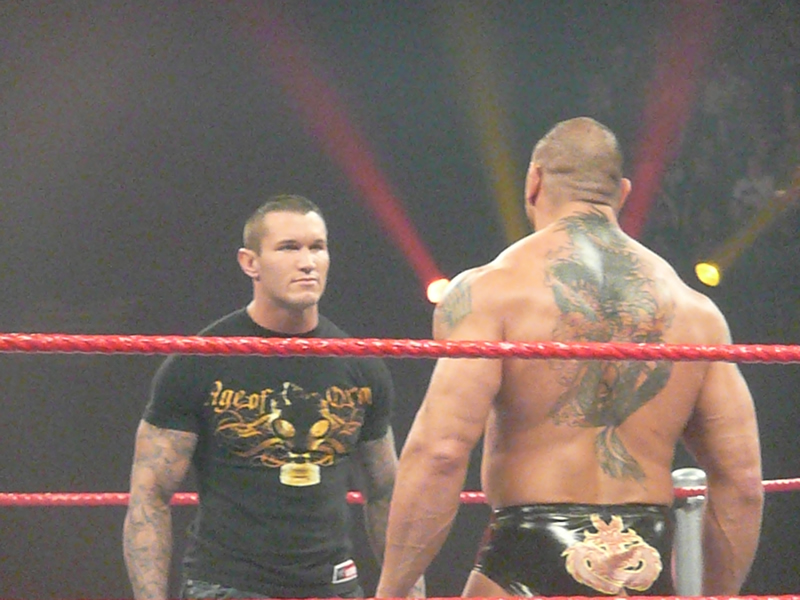
Randy Orton desfrontando com Batista

Batista foi deixado por sua própria conta, como resultado do Legacy atacar Shane McMahon, mas continuou a desafiar Orton pelo WWE Championship. Orton e Batista tiveram um combate no Judgment Day, mas terminou com Orton intencionalmente dando um tapa no árbitro para causar uma desqualificação, o que significava que o titulo não ia mudar de mãos. Na sua revanche, no entanto, que foi realizada dentro de uma Steel Cage no PPV Extreme Rules, onde Batista ganhou a luta e o título.
Na noite seguinte no Raw, durante o discurso comemorativo de Batista, The Legacy atacou Batista, e feriu-o. Orton exigiu uma revanche naquela noite, sendo que se Batista não aparecesse ele ficava com o WWE Championship, quando todos já contavam com a ausência e perda do titulo de Batista, uma ambulância parou perto da entrada da arena, quem saiu de dentro dela não foi Batista, mas sim Triple H, que correu para o ringue e perseguiu Orton até o estacionamento onde Orton covardemente fugiu com seu carro. Na semana seguinte, uma luta foi realizada para determinar o novo WWE Champion entre Orton, Triple H, John Cena e Big Show, que Orton venceu após um RKO em Big Show. No pay-per-view The Bash, os sinais de discórdia entre DiBiase e Orton apareceram quando DiBiase discutiu com Orton no backstage. Apesar disso, DiBiase e Rhodes ajudaram Orton a manter seu WWE Championship mais tarde naquela noite contra Triple H. Essa tensão foi posteriormente exposta quando o pai de DiBiase,como Special Guest Host daquela noite, colocou seu filho para lutar contra Orton, Orton ganhou a luta, mas a equipe mostrou solidariedade mais tarde na mesma noite, interferindo um Nº1 contender pelo WWE Championship entre Triple H e Cena, fazendo a luta terminar em No Contest. Depois disso, o pai de DiBiase, com sinais de desprovação da atitude do filho, fez com que a luta no Night of Champions pelo WWE Championship fosse um Triple Threat entre Orton,Cena e Triple H. Depois de Orton manter o título, a equipe trabalhou junta novamente para impedir que Triple H que recebe uma revanche contra Orton retardando sua Beat The Clock Match Challenge, de modo para ele não ter o tempo mais rápido e não receber uma Championship Match. Como resultado, Triple H concentrou a sua atenção em Rhodes e DiBiase, perdendo para eles também em uma Handicap Match. Como Triple H havia achado injusto o fato de ele sempre lutar em Handicap Matches contra Rhodes e DiBiase, ele resolveu ressuscitar a D-Generation X, a fim de ter lutas justas contra o Legacy. DX e Legacy se enfrentaram no Summerslam, e DX venceu a luta, embora mais tarde derrotaram DX em uma Submissions Count Anywhere Natch no Breaking Point. Também no Breaking Point, Orton perdeu o WWE Championship para John Cena em uma "I Quit" match.
No pay-per-view WWE Hell in a Cell, Randy Orton venceu John Cena num Hell in a Cell match para conquistar pela 5ª vez o WWE Championship. No mesmo evento, D-Generation X venceu The Legacy (Cody Rhodes e Ted diBiase) numa Hell in a Cell match.

### Elimination Chamber 2010 - FIM
No evento PPV WWE Elimination Chamber Ted DiBiase e Randy Orton participaram  da Elimination Chamber Match pelo WWE Championship.Durante a luta,Cody Rhodes entregou um cano a Ted DiBiase,sendo que este atacou com o cano John Cena e Randy Orton,culminando na triple treath match no Wrestlemania XXVI, Randy Orton vs. Ted DiBiase vs Cody Rhodes, no qual Randy Orton saiu vencedor.

## No wrestling
- Movimentos de finalização de DiBiase
  - Cobra clutch legsweep[2]
  - Dream Street (Cobra clutch slam)[3]

- Movimentos de finalização de Rhodes
  - Cross Rhodes[4] (Rolling cutter)[5]
  - The Silver Spoon DDT[6] (DDT)[7]

- Temas de entrada
  - "Voices" por Rich Luzzi e composto por Jim Johnston (Orton)[8]
  - "Priceless (remix)" por Jim Johnston (janeiro de 2009 – maio de 2009; Rhodes e DiBiase)[9]
  - "It's a New Day" por Adelitas Way (junho de 2009); Rhodes e DiBiase)[10][11]
  - "Only One Can Judge" por Jim Johnston (março de 2011 - 26 de agosto de 2011)

## Títulos e prêmios
- Florida Championship Wrestling
  - FCW Southern Heavyweight Championship (1 vez) - Manu

- World Wrestling Entertainment
  - WWE Championship (3 vezes) – Orton
  - World Tag Team Championship (2 vezes) - DiBiase e Rhodes
  - Intercontinental Championship (1 vez) – Rhodes
  - Royal Rumble (2009) – Orton

## Membros

### Ex-membros
| Ex-membro   | Data                                                                                  |
| Cody Rhodes | 5 de janeiro de 2009 - 28 de março de 2010 20 de maio de 2011 - 26 de agosto de 2011  |
| Ted DiBiase | 12 de janeiro de 2009 - 28 de março de 2010 20 de maio de 2011 - 26 de agosto de 2011 |
| Randy Orton | 5 de janeiro de 2009 - 1° de março 2010                                               |
| Sim Snuka   | 5 de janeiro de 2009 - 12 de janeiro de 2009                                          |
| Manu        | 5 de janeiro de 2009 - 12 de janeiro de 2009                                          |